# Флаг Кронштадта
Флаг внутригородского муниципального образования город Кроншта́дт в Кронштадтском районе города Санкт-Петербурга Российской Федерации — опознавательно-правовой знак, служащий официальным символом муниципального образования и знаком единства его населения.
Ныне действующий флаг утверждён 24 августа 2006 года и внесён в Государственный геральдический регистр Российской Федерации с присвоением регистрационного номера 2450.

## Описание
«Флаг муниципального образования города Кронштадта представляет собой прямоугольное полотнище с отношением ширины флага к длине — 2:3, воспроизводящее композицию герба муниципального образования города Кронштадта в голубом, белом, красном, зелёном, чёрном и жёлтом цветах».
Геральдическое описание герба гласит: «В рассечённом щите справа, в лазури (синем, голубом) на зелёной земле — серебряная башня маяка с чёрными окнами, мурованная чернью, с золотым фонарём справа, на несущем его таком же жезле, исходящем из башни и положенным в правую перевязь, увенчанная золотой императорской короной; слева, в червлёном поле с серебряной оконечностью поверх всего — чёрный котел на зелёном острове».
В 2009 году, в соответствии с Указом Президента Российской Федерации от 27 апреля 2009 года № 462 «О присвоении г. Кронштадту почётного звания Российской Федерации „Город воинской славы“», городу Кронштадту за мужество, стойкость и массовый героизм, проявленные защитниками города в борьбе за свободу и независимость Отечества, присвоено почётное звание Российской Федерации «Город воинской славы». В 2012 году Геральдическим советом при Президенте Российской Федерации, как знак демонстрации наличия у муниципального образования почётного звания «город воинской славы», предложено помещать позади короны два обнажённых меча рукоятями вниз.
В связи с этим, решением муниципального совета города Кронштадта от 27 марта 2014 года № 15, данные элементы были помещены на герб Кронштадта и описание флага было изложено в новой редакции:
«Флаг муниципального образования город Кронштадт представляет собой прямоугольное полотнище с отношением ширины флага к длине — 2:3, воспроизводящее композицию герба муниципального образования город Кронштадт (без элементов: корона и знак города воинской славы) в голубом, белом, красном, зелёном, чёрном и жёлтом цветах» .

## Обоснование символики
Флаг составлен на основании герба муниципального образования город Кронштадт, в соответствии с традициями и правилами вексиллологии и отражает исторические, культурные, социально-экономические, национальные и иные местные традиции.
За основу герба муниципального образования город Кронштадт взят исторический герб портового города Кронштадта Санкт-Петербургской губернии.
Императорская корона, венчающая маяк говорит о том, что Кронштадт — крепость, защита Петербурга, и о том что Кронштадт — столица Российского флота. Корона — память об основателе Кронштадта и русского флота — Петре I. Датой основания города принято считать 18 мая 1704 года, когда при личном участии Петра I освящен первый морской форт Кроншлот (нидерл. Kronslot — коронный замок). Маяк был установлен на острове ещё до постройки крепости. Первоначально город именовался «крепостью на Котлине острове». Город и крепость на острове Котлин 18 октября 1723 года по велению Петра I получили современное название Кронштадт (нем. Kronstadt — коронный город), Город был создан по замыслу царя Петра I. Предназначение города — стать форпостом государства на западе, городом, где вся жизнь подчинена военно-морскому флоту. За всю свою историю Кронштадт не пропустил ни одного вражеского корабля и ни разу нога неприятеля не ступала на его землю.
Чёрный котел на зелёном острове — одна из версий происхождения названия острова Котлин. Эту легенду предложил Н. А. Бестужев, один из братьев-декабристов, историограф флота. Пётр I, высадившись на остров, обнаружил на острове котёл, оставленный бежавшими шведами. Но, разумеется, это легенда, и остров имел своё название ещё в давние времена.
Белый цвет (серебро) — чистота, невинность.
Красный цвет — цвет Марса, бога войны, то есть обозначает, что Кронштадт — город военный. Символ храбрости и мужества.
Голубой цвет (лазурь) — цвет моря — военный город на море, город морской славы России. Символ красоты и величия.
Зелёный цвет — надежда, изобилие.

## История
23 августа 2001 года муниципальный совет 2-го созыва утвердил флаг города Кронштадта — белое прямоугольное полотнище с цветным изображением городского герба в центральной его части. В четырёх углах флага помещено изображение эмблемы в виде двух перекрещённых (сдвоенных) лазоревых якорей: в нижней части флага направленных вниз, в верхней части — вверх.
В книге К. С. Башкирова и С. Ю. Штейнбах «История и геральдика земли Ленинградской» приводятся фотографии двух вариантов данного флага — с разными изображениями гербов и в разной пропорции.

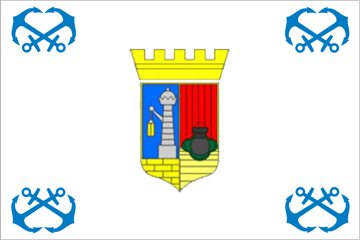
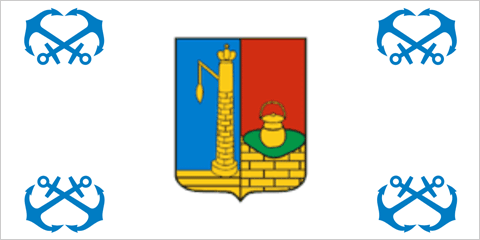